# Alliansen av Oberoende socialdemokrater

Alliansen av Oberoende socialdemokrater (serbiska: Caвeз нeзaвисних cоцијалдемократа CНCД bosniska: Savez nezavisnih socijaldemokrata SNSD) är ett socialdemokratiskt parti i Bosnien-Hercegovina, bildat 2001 genom samgående mellan Partiet för Oberoende socialdemokrater och Demokratiska Socialistpartiet.
Partiet är associerad medlem av Socialistinternationalen.